# KFC Voorde-Appelterre
KFC Voorde-Appelterre, voluit Koninklijke Fusieclub Voorde-Appelterre, is een Belgische voetbalclub uit Voorde en Appelterre. De club is aangesloten bij de KBVB met stamnummer 3964 en heeft rood en groen als clubkleuren. De huidige club ontstond in 2018 door een fusie tussen SV Voorde en KE Appelterre-Eichem.

## Geschiedenis
K.E. Appelterre Eichem had in het verleden al meerdere pogingen ondernomen om te fuseren met een naburige voetbalclub. Vooraleer de fusie met S.V. Voorde doorging had K.E. Appelterre-Eichem al onderhandelingen gevoerd met het naburige KVK Ninove. Deze onderhandelingen draaiende uiteindelijk uit tot niets. In 2016 werd er een eerste toenadering opgestart tussen S.V. Voorde en K.E. Appelterre-Eichem, deze gesprekken sprongen uiteindelijk af. In 2018 werden deze gesprekken hervat, hierbij werd er een mondelinge intentieverklaring gesloten tussen beide clubs om te fuseren en vanaf het seizoen 2018-2019 onder één vlag te varen.
Het eerste seizoen eindigde de ploeg op een achtste plaats.

## Resultaten
| Seizoen | Klasse | Klasse | Klasse | Klasse | Klasse | Klasse | Klasse | Klasse | Klasse | Reeks                    | Punten | Opmerkingen                                                             |
| ------- | ------ | ------ | ------ | ------ | ------ | ------ | ------ | ------ | ------ | ------------------------ | ------ | ----------------------------------------------------------------------- |
|         | 1A     | 1B     | 1Am    | 2Am    | 3Am    | P.1    | P.2    | P.3    | P.4    |                          |        |                                                                         |
| 2016/17 |        |        |        |        |        | 8      |        |        |        | Eerste provinciale O.VL. | 45     |                                                                         |
| 2017/18 |        |        |        |        |        | 11     |        |        |        | Eerste provinciale O.VL. | 42     |                                                                         |
| 2018/19 |        |        |        |        |        | 8      |        |        |        | Eerste provinciale O.VL. | 43     |                                                                         |
| 2019/20 |        |        |        |        |        | 1      |        |        |        | Eerste provinciale O.VL. | 56     | Competitie vroegtijdig stopgezet na 25 speeldagen wegens coronapandemie |
| 2020/21 |        |        |        |        | -      |        |        |        |        | Derde afdeling A         | -      | Competitie geschrapt wegens coronapandemie                              |
| 2021/22 |        |        |        |        | 9      |        |        |        |        | Derde afdeling A         | 36     |                                                                         |
| 2022/23 |        |        |        |        | 2      |        |        |        |        | Derde afdeling A         | 53     | Promotie via eindronde na overwinning tegen AS Verbroedering Geel       |
| 2023/24 |        |        |        | 6      |        |        |        |        |        | Tweede afdeling A        | 53     |                                                                         |
| 2024/25 |        |        |        | 16     |        |        |        |        |        | Tweede afdeling A        | 18     | Degradatie                                                              |
| 2025/26 |        |        |        |        |        |        |        |        |        | Derde afdeling A         |        |                                                                         |